# 章宇
章宇（チャン・ユー、Zhang Yu、1982年9月25日 - ）は、中華人民共和国の俳優。

## 経歴
1982年9月25日、貴州省生まれ。貴州大学の芸術学部を卒業後、2005年にテレビドラマ『喋血黎明』でデビュー。
2018年の映画『象は静かに座っている』『薬の神じゃない!』で第55回金馬奨助演男優賞にノミネートされる。また『薬の神じゃない!』では第32回金鶏奨助演男優賞にもノミネートされた他、第13回アジアン・フィルム・アワード助演男優賞を受賞している。さらに、中国版GQのMEN OF THE YEARでは活躍を期待される若手に送られる新人賞ライジングアクター・オブ・ザ・イヤーを獲得した。

## 出演作品

### 映画
- 曉亮（2007年）
- 水凤凰（2008年）
- 美丽的错误（2010年）
- 唐山大地震 唐山大地震（2010年）
- 斗鸡人（2010年）
- 人山人海（2011年）
- 老家新家（2011年）
- 幸福59厘米之爱有多久（2011年）
- @伴娘（2012年）
- 娱乐是个圈（2012年）
- 美好2012之春暖花开（2012年）
- 古镇情（2012年）
- 白日杀机（2015年）
- 热土悲歌（2016年）
- 巧巧（2017年）
- 象は静かに座っている 大象席地而坐（2018年）
- 薬の神じゃない! 我不是药神（2018年）
- 无名之辈（2018年）
- 东北虎（2019年）
- 愛しの故郷 我和我的家乡（2020年）
- 风平浪静（2020年）
- 热带往事（2021年）

### テレビドラマ
- 喋血黎明（2005年）
- 雄关遗梦（2005年）
- 金耳环（2007年）